# Nick Olij
Nick Quinten Olij (* 1. srpna 1995) je nizozemský profesionální fotbalista, který hraje na pozici brankáře za klub Sparta Rotterdam.

## Klubová kariéra
Do NAC Breda přestoupil v červenci 2019 po vypršení smlouvy v AZ Alkmaar.
Dne 16. června 2022 podepsal Olij čtyřletou smlouvu se Spartou Rotterdam.

## Reprezentační kariéra
V říjnu 2023 obdržel Olij první oficiální pozvánku do nizozemské seniorské reprezentace na dva kvalifikační zápasy na Mistrovství Evropy ve fotbale 2024 proti Francii a Řecku.

## Statistiky

### Klubové
Platí k zápasu hranému 11. ledna 2025.
| Klub                | Sezóna            | Liga              | Liga   | Liga | Národní pohár | Národní pohár | Kontinentální | Kontinentální | Ostatní | Ostatní | Celkově | Celkově |
| Klub                | Sezóna            | Soutěž            | Zápasy | Góly | Zápasy        | Góly          | Zápasy        | Góly          | Zápasy  | Góly    | Zápasy  | Góly    |
| ------------------- | ----------------- | ----------------- | ------ | ---- | ------------- | ------------- | ------------- | ------------- | ------- | ------- | ------- | ------- |
| AZ Alkmaar          | 2014/15           | Eredivisie        | 0      | 0    | 0             | 0             | —             | —             | 0       | 0       | 0       | 0       |
| AZ Alkmaar          | 2015/16           | Eredivisie        | 0      | 0    | 0             | 0             | —             | —             | —       | —       | 0       | 0       |
| AZ Alkmaar          | 2016/17           | Eredivisie        | 0      | 0    | 1             | 0             | 0             | 0             | —       | —       | 1       | 0       |
| AZ Alkmaar          | 2017/18           | Eredivisie        | 0      | 0    | 0             | 0             | —             | —             | —       | —       | 0       | 0       |
| AZ Alkmaar          | Celkově           | Celkově           | 0      | 0    | 1             | 0             | 0             | 0             | —       | —       | 1       | 0       |
| Jong AZ             | 2016/17           | Tweede Divisie    | 31     | 0    | 0             | 0             | —             | —             | —       | —       | 31      | 0       |
| Jong AZ             | 2017/18           | Eerste Divisie    | 35     | 0    | 0             | 0             | —             | —             | —       | —       | 35      | 0       |
| Jong AZ             | Celkově           | Celkově           | 66     | 0    | 0             | 0             | —             | —             | —       | —       | 66      | 0       |
| TOP Oss (hostování) | 2018/19           | Eerste Divisie    | 30     | 0    | 2             | 0             | —             | —             | —       | —       | 32      | 0       |
| NAC Breda           | 2019/20           | Eerste Divisie    | 29     | 0    | 5             | 0             | —             | —             | —       | —       | 34      | 0       |
| NAC Breda           | 2020/21           | Eerste Divisie    | 34     | 0    | 0             | 0             | —             | —             | 3       | 0       | 37      | 0       |
| NAC Breda           | 2021/22           | Eerste Divisie    | 38     | 0    | 4             | 0             | —             | —             | 2       | 0       | 44      | 0       |
| NAC Breda           | Celkově           | Celkově           | 101    | 0    | 9             | 0             | —             | —             | 5       | 0       | 115     | 0       |
| Sparta Rotterdam    | 2022/23           | Eredivisie        | 31     | 0    | 1             | 0             | —             | —             | 0       | 0       | 32      | 0       |
| Sparta Rotterdam    | 2023/24           | Eredivisie        | 34     | 0    | 2             | 0             | —             | —             | 1       | 0       | 37      | 0       |
| Sparta Rotterdam    | 2024/25           | Eredivisie        | 18     | 0    | 2             | 0             | —             | —             | —       | —       | 20      | 0       |
| Sparta Rotterdam    | Celkově           | Celkově           | 83     | 0    | 5             | 0             | —             | —             | 1       | 0       | 89      | 0       |
| Celkově v kariéře   | Celkově v kariéře | Celkově v kariéře | 280    | 0    | 17            | 0             | 0             | 0             | 6       | 0       | 303     | 0       |

## Úspěchy
Individuální
- Hráč měsíce Eredivisie: leden 2023,

- Tým měsíce Eredivisie: leden 2023